# Chorège
Le chorège (du grec ancien χορηγός / khorêgós) est, en Grèce antique, un citoyen riche ou un métèque chargé de recruter, d'organiser et d'entraîner à ses frais un chœur dramatique ou lyrique et les figurants de spectacles. La chorégie représente l'une des nombreuses liturgies qui se rattachaient au domaine culturel en Grèce, et dans lesquelles transparaissait la marque de l'ancienne mentalité aristocratique : chacun des chorèges a à cœur en effet d'asseoir son prestige sur l'ostentation de sa richesse, d'apparaître comme le meilleur dans la compétition, et d'entendre son nom proclamé avec le nom du poète vainqueur.

## Athènes
La chorégie est une charge financière très lourde. Il convient en effet d'entretenir 12 choreutes à l'origine, puis 15 pour la tragédie, 12 pour le drame satyrique, et 24 pour la comédie. Le chorège a également à sa charge les costumes et les masques, les décors et les figurants (gardes, serviteurs, enfants et autres personnages muets). Les acteurs, les musiciens et les auteurs, quant à eux, sont rémunérés par l'État. En cas de victoire, le chorège doit offrir un grand banquet. Platon, dans Le Banquet, décrit ainsi celui donné pour la victoire du poète Agathon. Le chorège dont le poète a triomphé est couronné dans le théâtre, au même titre que l’auteur, et son nom figure dans la liste des vainqueurs, et dédiait d'habitude un monument ou une plaque de marbre à Dionysos. Sur cette plaque se retrouvaient le nom de sa tribu, celui de l'auteur et du titre de la pièce, ainsi que le nom des acteurs. Il a également la possibilité de faire ériger un monument commémorant sa victoire. Trois d'entre eux sont encore visibles de nos jours : le monument de Lysicrate, le monument de Thrasyllos et le monument de Nicias.
La chorégie est abolie à Athènes à la fin du IVe siècle av. J.-C., les frais de représentation étant alors pris en charge par la cité. L'antidosis existait surtout dans l'obligation très onéreuse de la triérarchie : la procédure visait à s'en décharger et à désigner un autre citoyen considéré comme plus riche, et en cas de refus, à le contraindre  à un échange de fortune. Pour autant, il ne semble pas que l’antidosis ait existé dans le cas de la chorégie. Être chorège est en effet un grand honneur, et il est probable que beaucoup étaient volontaires. L'orateur Lysias, dans sa défense Pour l'invalide fait référence à cette procédure en ces termes, parlant de l'adversaire de son client : « Supposez que, désigné comme chorège pour le concours de tragédies, je lui adresse une sommation en vue d'un échange de biens : il aimerait mieux exercer dix fois la chorégie que de faire une seule fois cet échange ». Parmi les chorèges célèbres figurent Périclès, âgé d'environ vingt ans, pour Les Perses d'Eschyle en 472 av. J.-C., et Thémistocle pour Les Phéniciennes du poète tragique Phrynichos en 476 av. J.-C. (pièce perdue).